# Pirmane
Pirmane – wieś w Słowenii, w gminie Cerknica. W 2018 roku liczyła 7 mieszkańców.